# Iridescence

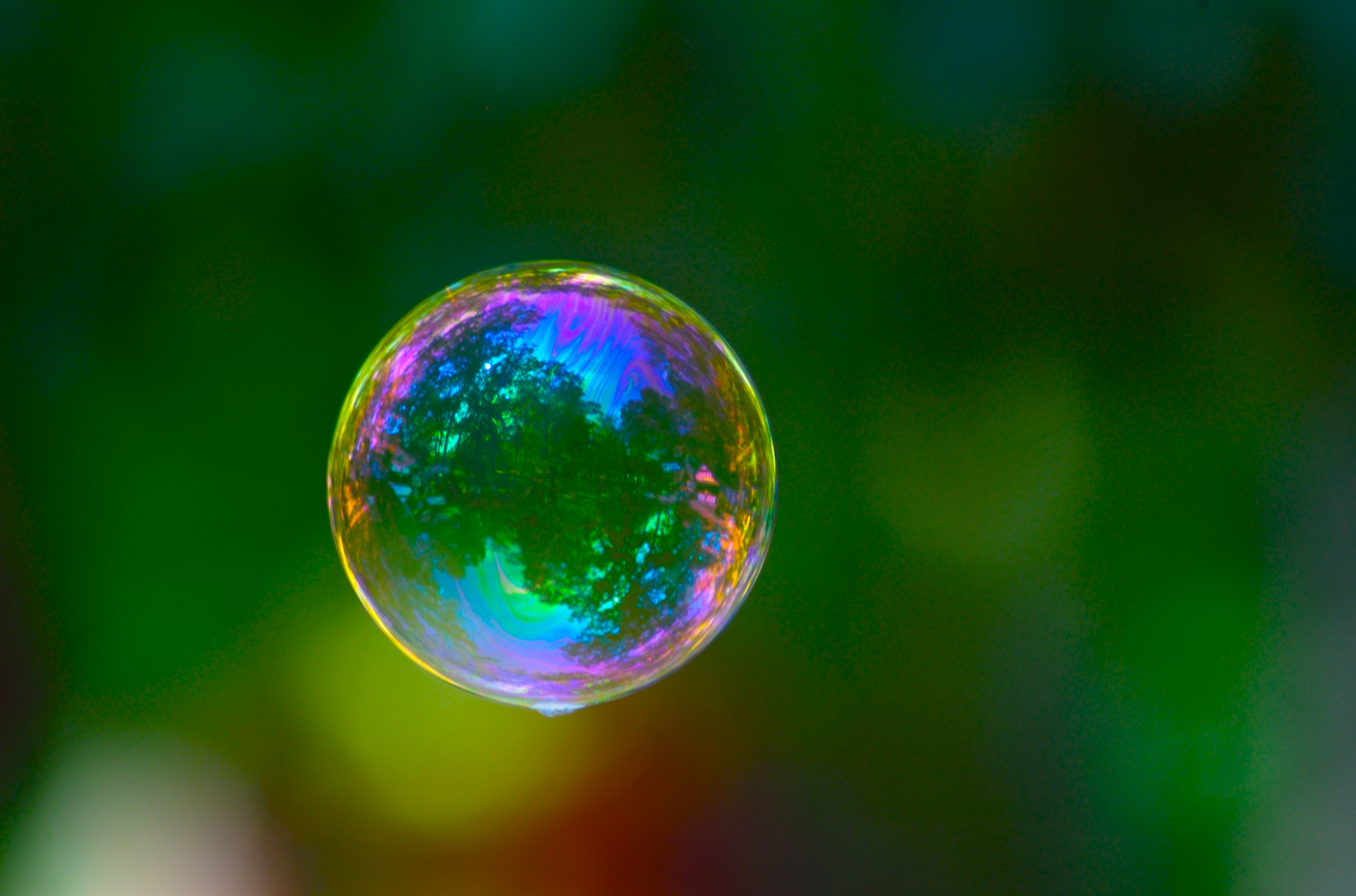
Iridescence sur une bulle de savon.

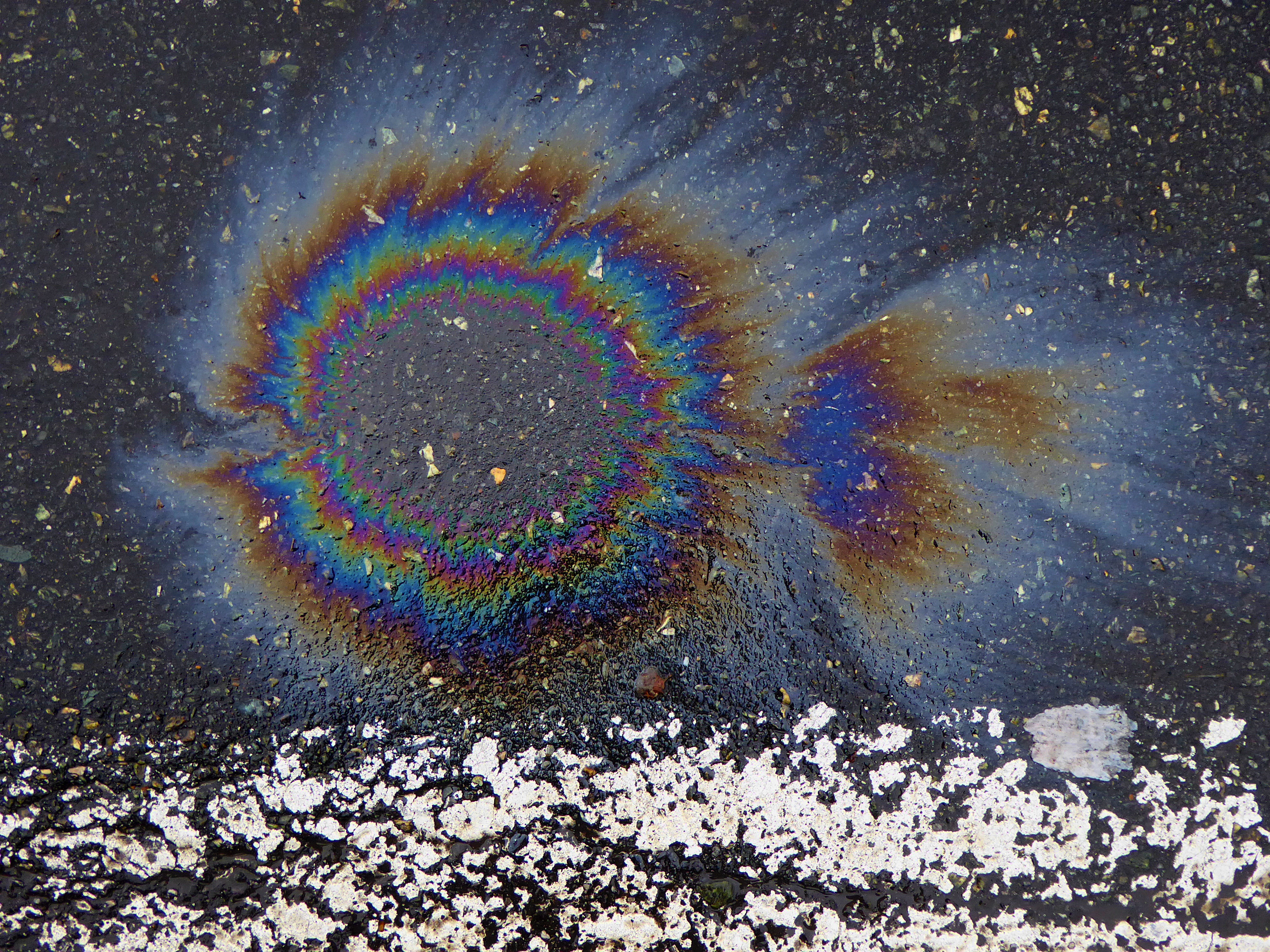
Le carburant sur l'eau crée un film mince, qui interfère avec la lumière, produisant des couleurs différentes. Ce phénomène s’appelle l'iridescence.

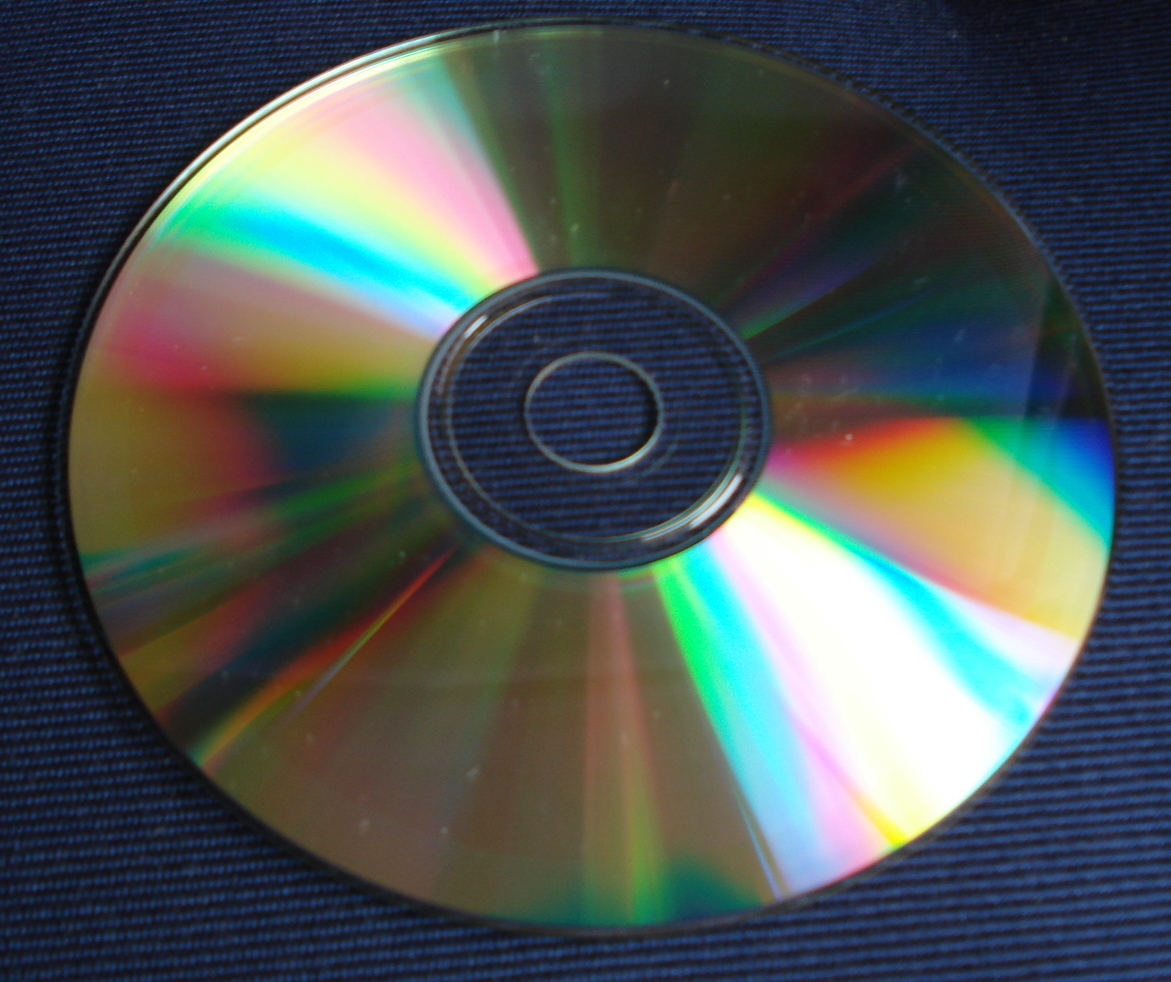
Iridescence sur un CD.

L’iridescence, aussi connue sous le nom de goniochromisme ou d’irisation, est la propriété de certaines surfaces qui semblent changer de couleur selon l'angle de vue ou d'illumination. Des exemples d'iridescence comprennent notamment les bulles de savon, les ailes de certains papillons, le plumage de certains oiseaux, le corps de la mygale Pterinopelma sazimai, certains coquillages, et certains minéraux. L'iridescence est souvent créée par coloration structurelle (microstructures qui interfèrent avec la lumière) ou par le phénomène optique de diffraction. Elle est souvent confondue avec l'irisation, l'iridescence étant un terme plus spécifiquement réservé à la diffraction et l'irisation à l'interférence.

## Étymologie
Le terme dérive du grec ancien iris qui signifie arc-en-ciel. Ce terme fait aussi référence à la déesse Iris de la mythologie grecque. Le terme goniochromisme dérive aussi du grec, de gonio signifiant angle et de chroma signifiant couleur.

## Origine
Ce sont des phénomènes optiques comme des interférences lumineuses qui sont fondamentalement à l'origine de l'iridescence.
Les couleurs irisées que l'on observe lorsqu'un mince film d'huile est déposé sur de l'eau sont un exemple typique d'iridescence, de même que celles observées sur une bulle de savon. Ces systèmes se comportent en effet comme des lames minces.
L'irisation peut également être créée par diffraction. On le retrouve notamment dans des objets tels que les CD et les DVD.

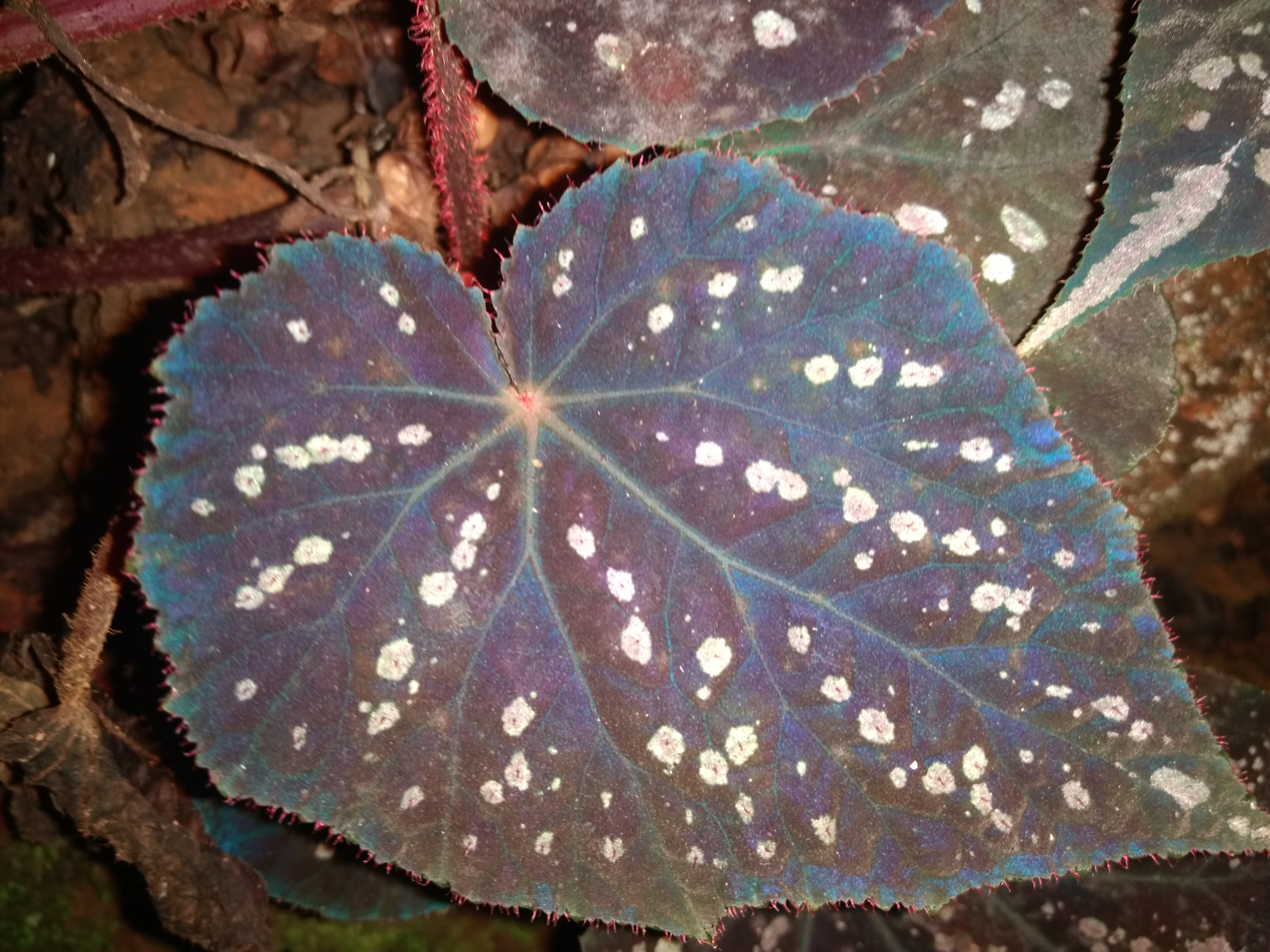
Bégonia iridescent

L'iridescence est particulièrement rare chez les plantes. Certains bégonias, par exemple, ont un feuillage qui prend des reflets bleu métallisé. Quand la luminosité est insuffisante, des « iridoplastes » prennent le relais des chloroplastes afin de ralentir la lumière, donnant à la plante le temps d'en absorber plus.
Dans le monde animal, c'est la nature des molécules, notamment métalliques, et surtout leur agencement en nanostructures très régulières qui est responsable des couleurs et reflets irisés : cas des écailles de papillons et de poissons, cas de la nacre iridescente. Chez les oiseaux, c'est le réseau de barbules des plumes qui est responsable du phénomène. Des chercheurs tentent d'ailleurs de faire des produits bioinspirés de ce phénomène.

## Métrologie
On peut représenter l'ensemble des couleurs sous lesquelles la surface peut être vue dans un diagramme trichromatique. La courbe ainsi obtenue est dite « courbe d'iridescence ».

## Photographies

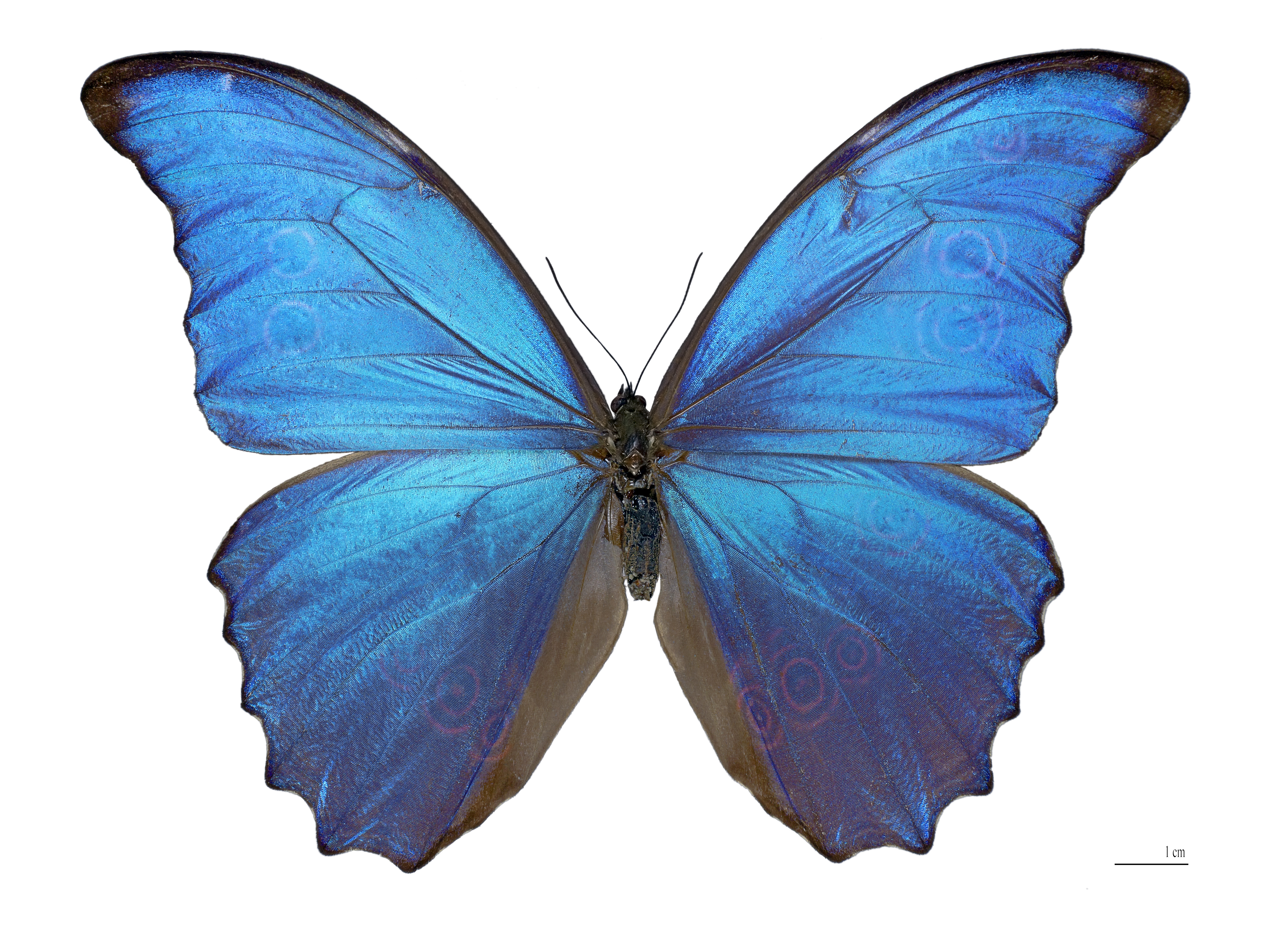
Phénomène d'iridescence due aux écailles des ailes du Morpho didius.
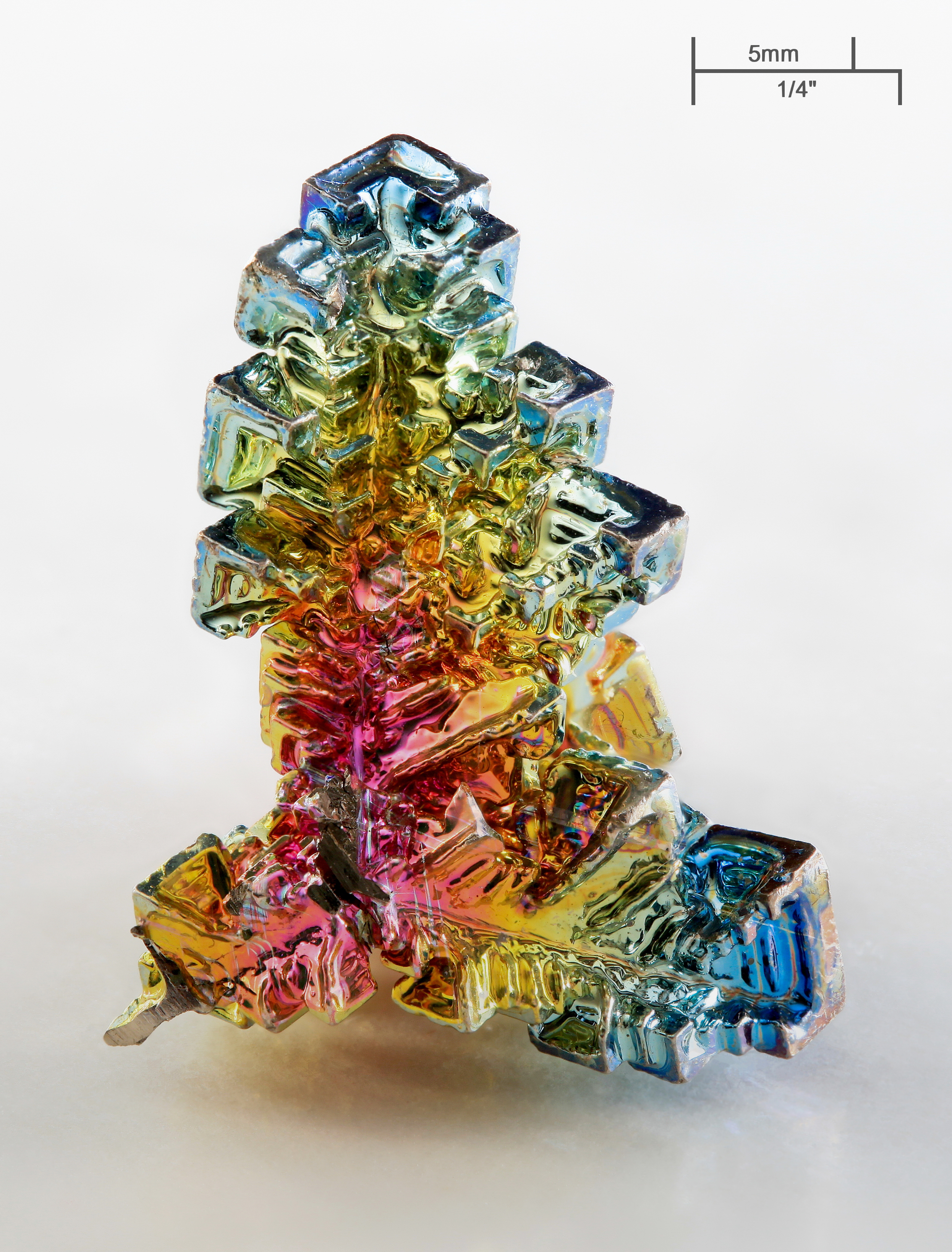
Cristal artificiel de bismuth métallique. L'irisation est due à une couche très mince d'oxydation.
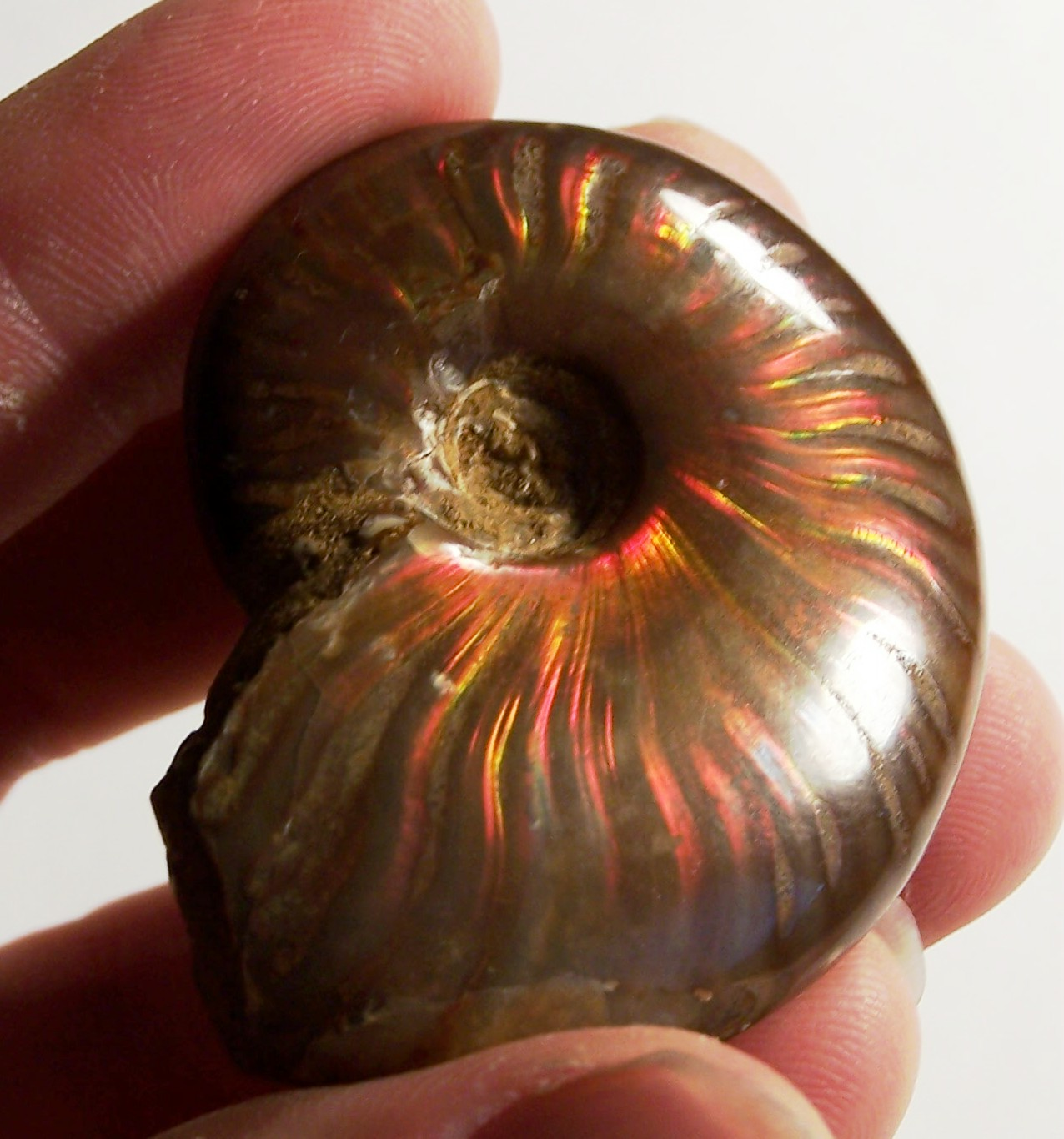
Iridescence sur une ammonite fossile.
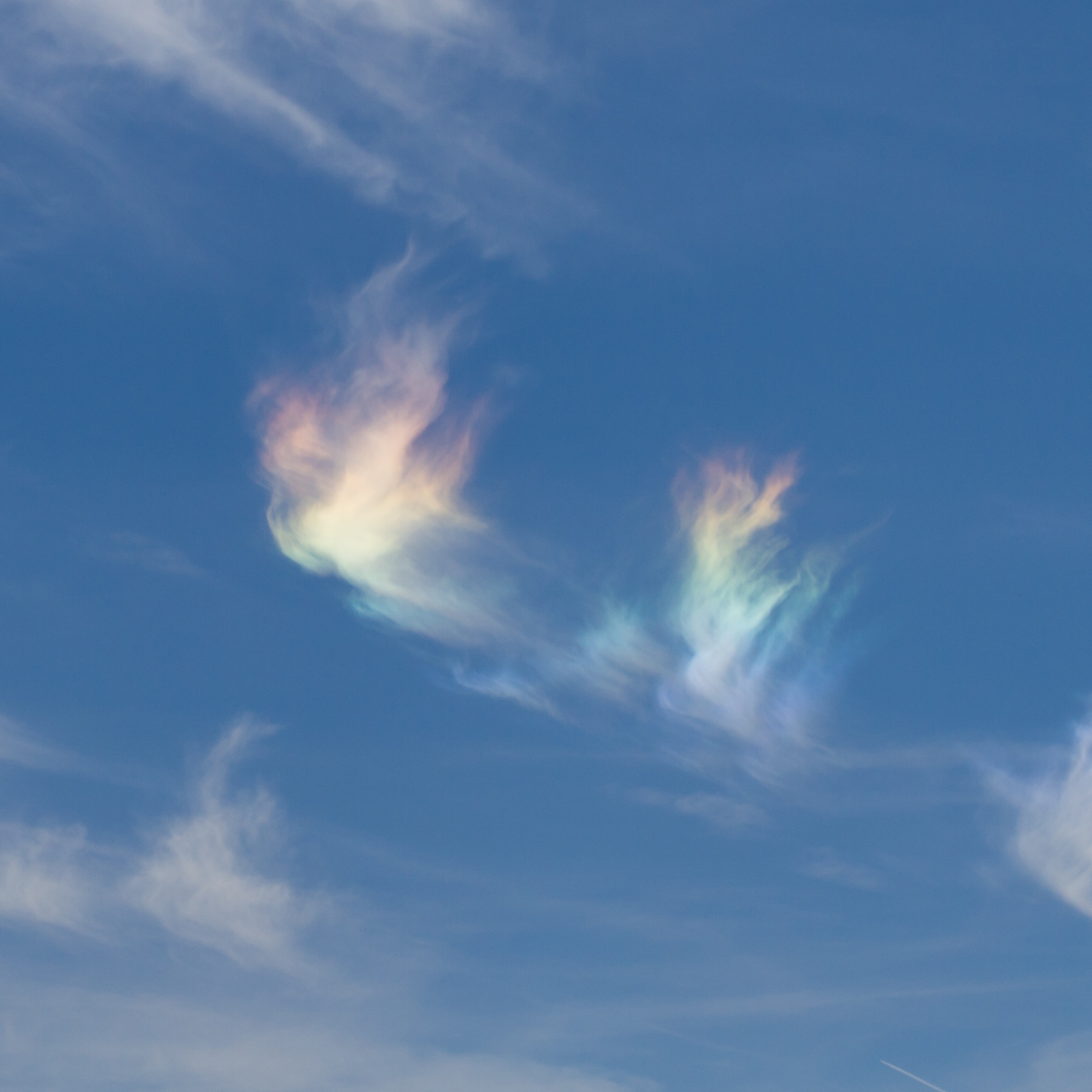
Nuage iridescent.
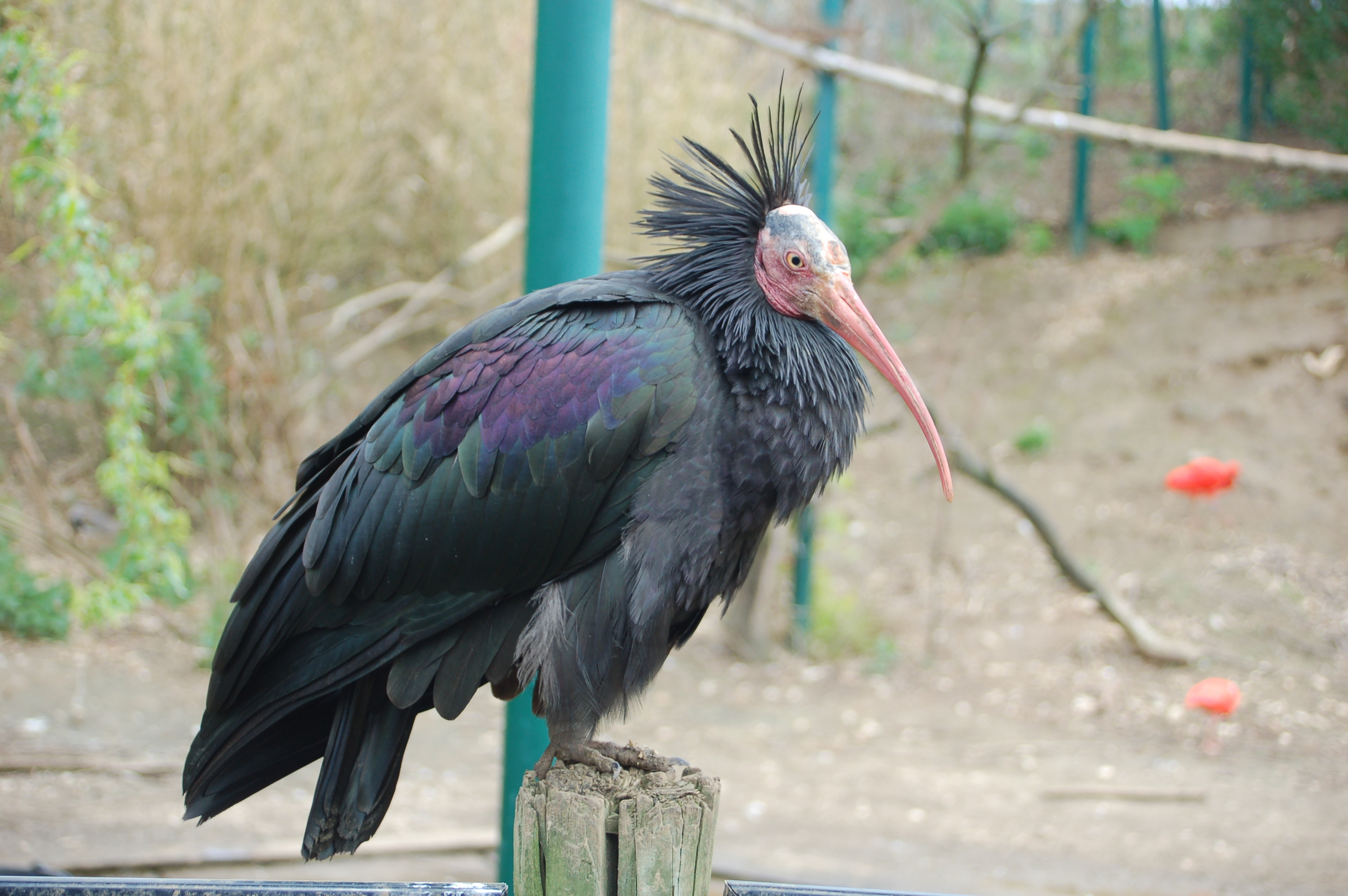
Plumes iridescentes chez l'ibis chauve.
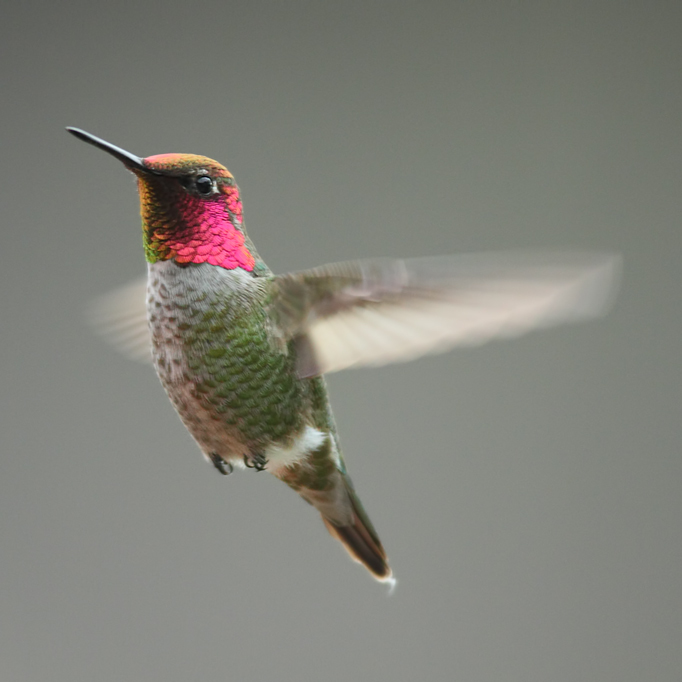
Le mâle du Colibri d'Anna est recouvert de plumes iridescentes.
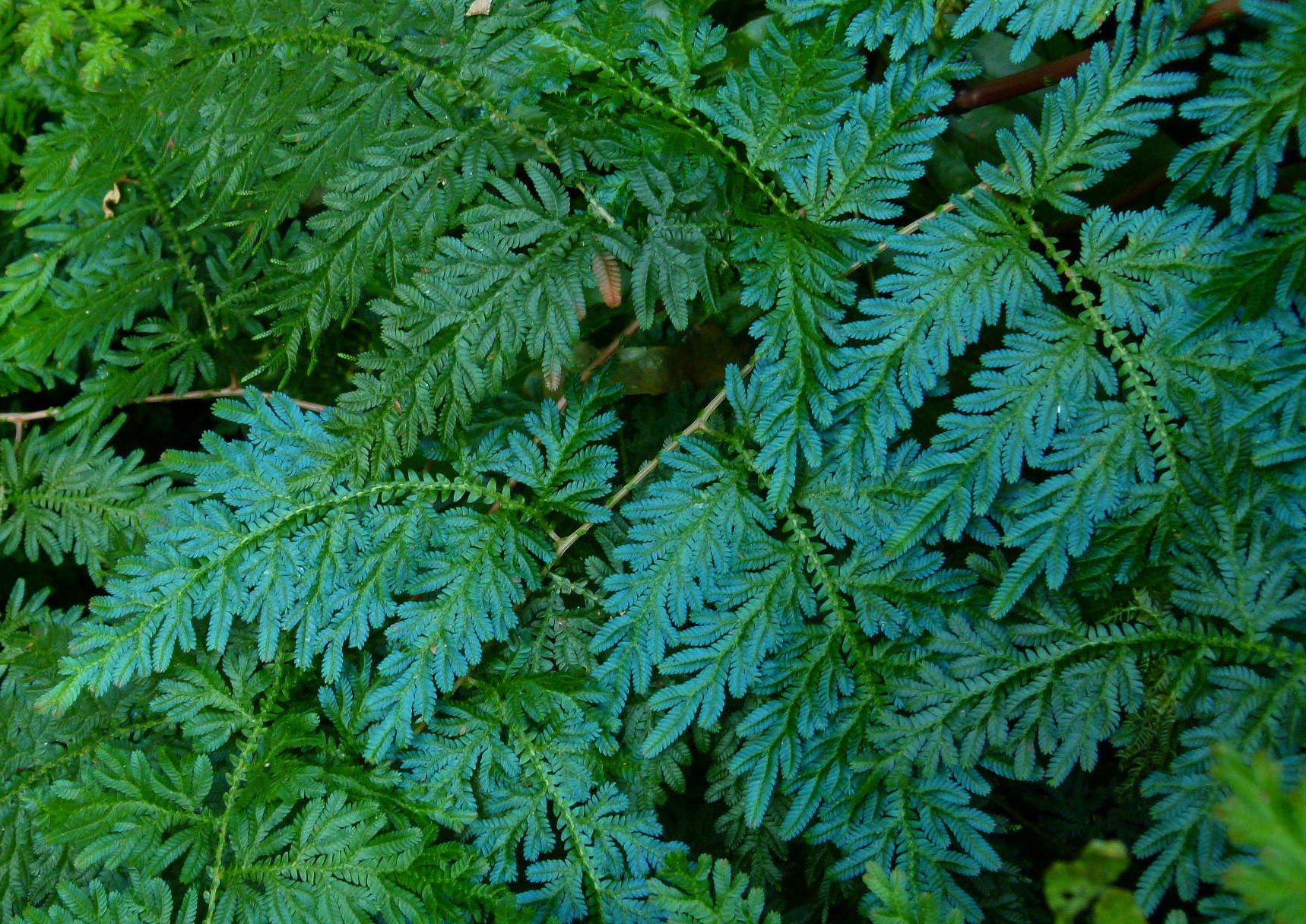
Selaginella willdenowii a un feuillage qui prend des iridescences bleu électrique.